# マリナー4号
マリナー4号（マリナー4ごう、Mariner 4）は、惑星のフライバイを目指したマリナー計画の4機目の探査機で、初の火星フライバイと火星表面の画像送信に成功した。初めて深宇宙で撮影された他の惑星の画像はクレーターだらけの死の世界であり、科学界に衝撃を与えた。マリナー4号は、火星の詳細な科学観測を行い、その観測結果を地球に送信するように設計されていた。その他の目的としては、火星付近の惑星間空間での環境と粒子の計測や、長期間の惑星間飛行における工学的な性能試験データの収集であった。

## 探査機の搭載機器
マリナー4号探査機は、八角形のマグネシウム製筐体で出来ていて、筐体の対角は1270 mm、高さは457 mmである。筐体上端には太陽電池パネルが4枚取付けられていて、パネル先端にある光圧翼を含めて端から端までは6.88 mである。また筐体上部には、直径1168 mmの高利得パラボラアンテナが搭載されている。その隣には無指向性の低利得アンテナが取付けられた高さ2235 mmのマストがあり、探査機全体の高さは2.89 mである。探査機の底部中央には走査プラットフォームがあり、テレビカメラが取付けられている。テレビカメラにより撮影された画像は、デジタル変換により6ビット（0 - 63の64階調）からなる2万画素（200×200）の画像データに変換されて送信される（マリナー4号は、宇宙開発史上初めてデジタル変換した画像を送信した探査機である）。八角形筐体内には、電子機器・ケーブル・中間軌道推進システム・姿勢制御ガス供給タンクと調整器が収納されている。テレビカメラの他にも科学機器があり、磁力計・ちり検知器・宇宙線検知器・捕捉放射線検出器・太陽プラズマ検知器・電離箱 / ガイガーカウンターなど、大部分は筐体外部に取付けられている。
176 x 90 cmの太陽電池パネル4枚に28,224セルの太陽電池があり、火星において310 Wの電力が供給可能である。また、1200 Whの銀亜鉛蓄電池も搭載されている。八角形筐体の一面には4枚の噴流翼を持ちヒドラジンを推進剤とするエンジンが取り付けられていて、その推力は222 Nである。太陽電池パネル端に取付けられた冷窒素ガスジェット12基と、ジャイロ3基で姿勢制御を行う。太陽電池パネル先端には、それぞれ面積が0.65平方メートルの光圧翼が取付けられている。太陽センサーが4基と、地球、火星、カノープスセンサー1基ずつで位置情報を取得する。
通信設備は、7 Wの三極管キャビティアンプと10 Wの進行波管アンプ (TWTA) のSバンド送信機が2台と受信機が1台で、低利得アンテナと高利得アンテナの双方で 8⅓ または 33⅓ bit/s でデータ送受信が可能である。524万ビット容量があるテープレコーダに記録したデータを後で送信することも可能。29個の直接命令語または中間軌道修正用の3個の量的命令語のいずれも処理可能なコマンドサブシステムで、全運用が制御される。中央コンピュータとシーケンサーは、38.4 kHzの同期周波数を基準時刻として格納済みの時系列コマンドを実行する。温度の制御は、電子機器の6つに取付けられている可変排熱孔や、多層絶縁ブランケット、研磨したアルミシールド、表面処理により行われる。

## ミッション概要

### 打上げ
1964年11月28日の打上げ後、マリナー4号を覆っていたシュラウドが投棄され、14:27:23（UTC）にアトラスDロケットからアジェナDとマリナー4号が切り離された。アジェナDは 14:28:14 - 14:30:38 にかけて1回目の噴射を行い、地球のパーキング軌道に入った。15:02:53 - 15:04:28 にかけて2回目の噴射を行い、火星トランスファ軌道へ入った。15:07:09 にアジェナDからマリナー4号が分離、巡航モードを運用開始した。15:15:00 に太陽電池パネルを展開して走査プラットホームを開き、16分後には太陽を捕捉した。

### 火星への接近
7か月半の飛行中の1964年12月5日に中間軌道修正を行って、1965年7月14日 - 翌7月15日にかけて火星付近を通過した。7月14日 15:41:49 UT に惑星科学モードを開始、7月15日 00:18:36 UT （7月14日 7:18:49 p.m. EST）より撮影処理が開始された。赤と緑のフィルタを交互に使用して21枚の画像が撮影されたが、22枚目の画像は不完全であった。ところが当初得られた画像はほとんど真っ白であったため、調査した末に画像処理を施した結果ようやく画像化に成功し、3日後にようやく公開された。画像撮影範囲は、火星北緯40度東経170度から始まって南緯35度東経200度付近を通って南緯50度東経255度までの不連続な帯状で、火星表面の約1 %を占めていた。火星への最接近は1965年7月15日 01:00:57 UT （7月14日 8:00:57 p.m. EST）で、火星表面からの距離は9,846 kmであった。フライバイ中に撮影された画像は、搭載テープレコーダへ記録された。マリナー4号は、02:19:11 UT に地球から見て火星裏側へ入り通信が途絶えたが、通過後の 03:13:04 UT に通信が再確立、再度巡航モードへセットされた。テープに記録された画像は、通信再確立の約8時間半後から地球への送信が開始され、8月3日まで続いた。全データは2回送信され、データの欠落や誤りが無いか確かめられた。
探査機は、予定の活動を全て順調に実行して有用なデータを送信して来たが、地球からの距離が大きくなった（3億920万 km）こととアンテナ方位の問題から1965年10月1日 22:05:07 UT に一時的に信号を捕捉出来なくなった。

### 流星塵衝突による通信途絶
1967年後半よりデータ収集が再開された。9月15日には、まるで流星群の一部のような衝突が17回、15分間に渡って宇宙塵検知器に記録され、一時的に探査機の姿勢が変化したり、熱シールドに僅かな損害が起きたものと思われた。後の推測では、恐らく D/Swift彗星 (D/1895 Q1) の分裂した核またはその破片から2000万 kmしか離れていない距離を探査機が通過したのではないかと考えられている 。
12月7日には姿勢制御システムガスを使い果たし、12月10・11日には合計83個の流星塵衝突が記録され、その結果として探査機に摂動が生じて信号強度が低下した。マリナー4号からの通信が途絶したのは1967年12月21日である。

## 成果
ミッションを通じて送信されて来たデータは全体で520万ビットに達した。1965年2月に故障した電離箱/ガイガーカウンターと、1964年12月6日に抵抗器が故障して性能が低下したプラズマ検知器を除き、全実験が順調に行われた。撮影された画像には、月のようなクレーターだらけの地形が写っていた（これは火星に典型的なわけではなく、マリナー4号で撮影したのが古い地域だったためであることが、後のミッションで判明している）。表面の気圧は4.1 - 7.0 mb（410 - 700パスカル）、昼間の気温は摂氏-100度とそれぞれ推測され、磁場は検出されなかった。

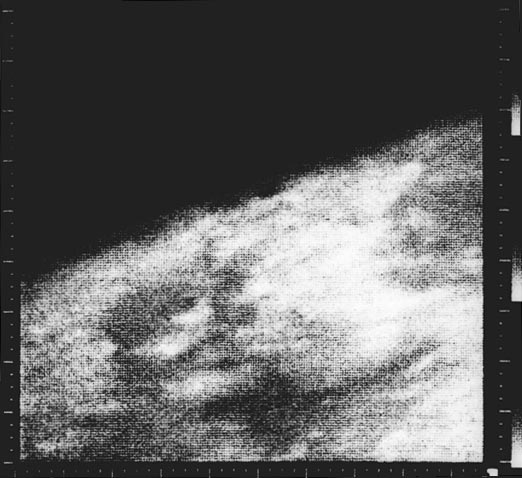
初めて火星に接近して撮影された画像。映っているのは、横が約300km、外縁から下のフレームまでが約1200kmの領域である。
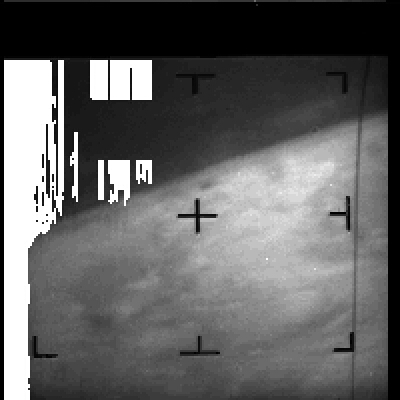
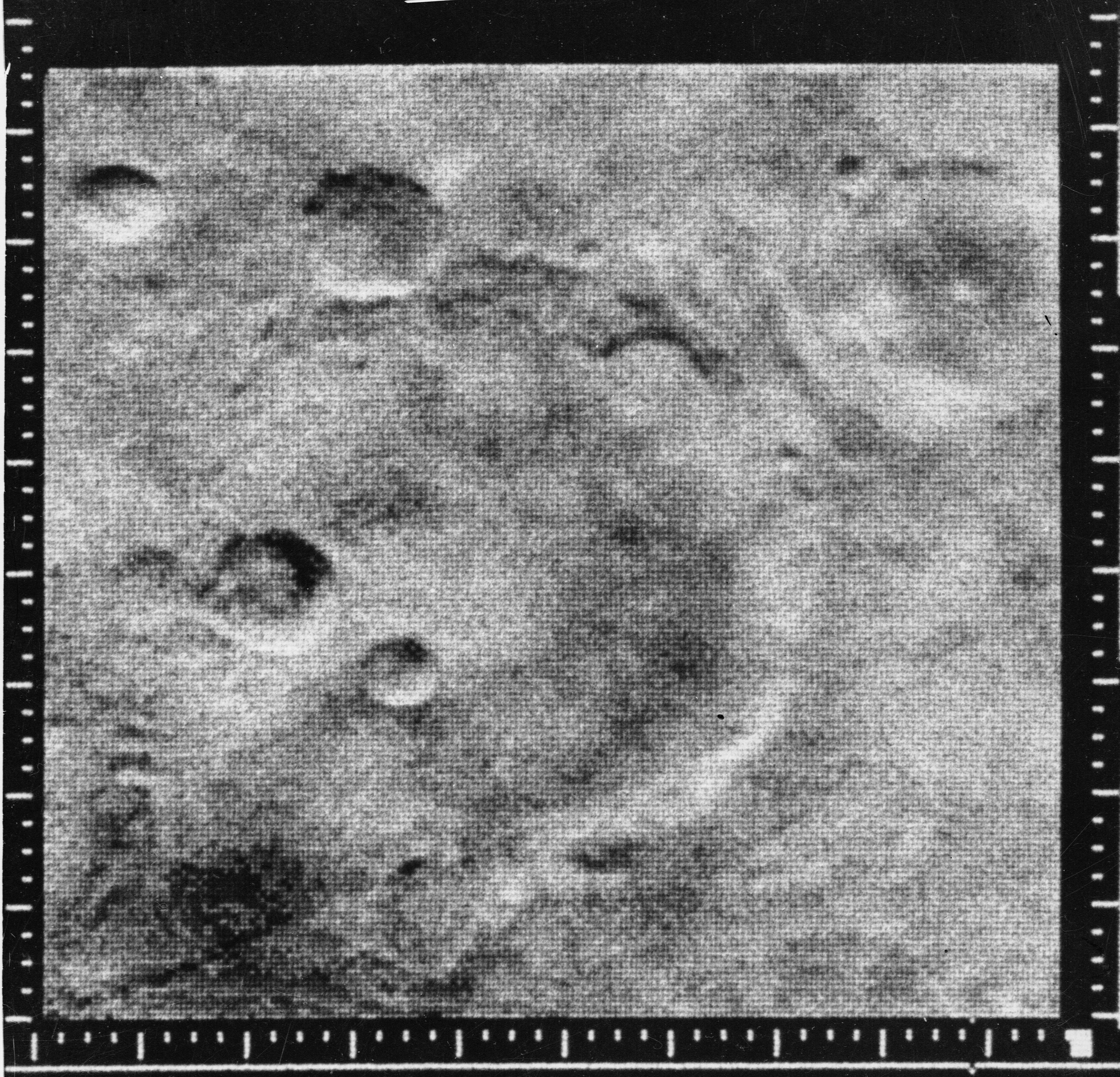
クレーターが最もよく見える画像。
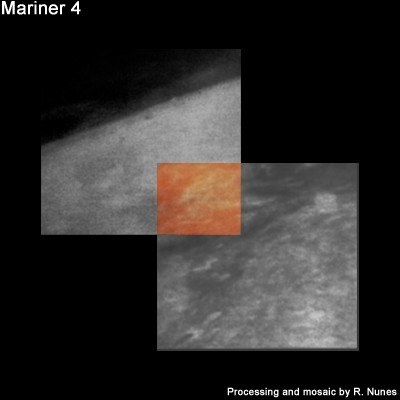
1枚目と2枚目のモザイク。外縁部には火星の大気が見える。
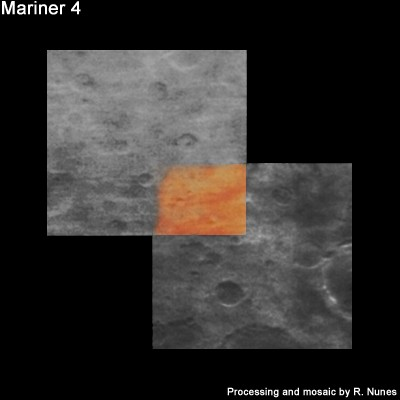
9枚目と10枚目のモザイク。
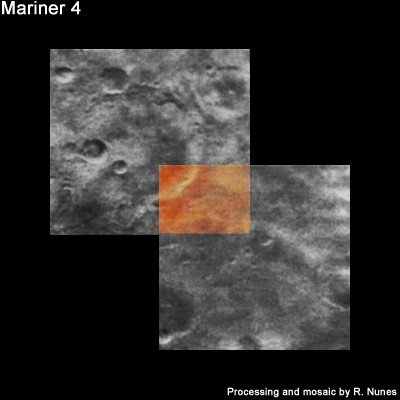
11枚目と12枚目のモザイク。

クレーター画像が撮影されたり観測された大気が薄いことから、火星は過酷な宇宙に晒され活動も乏しいことが明らかとなり、知的生命体を発見できる見込みはほとんど無くなった。何世紀もの間、火星での生命の存在については様々な憶測がなされSFでも話題とされてきた。しかしマリナー4号の観測後は、もし生命が存在するとしても小さく原始的なものではないかと考えられるようになった。
SFに登場する知的な異星人の母星は、「太陽系内の惑星」から「太陽系外の惑星」へと徐々に変化していくが、マリナー4号の観測結果によりその変化が決定的になったと言えるのかもしれない。
マリナー4号ミッション総経費は、8320万ドルと見積もられている。マリナー探査機（1 - 10号まで）全体での研究・開発・打ち上げ・支援には、約5億5400万ドルの経費が掛かった。